# Tulipan
Tulipan (giljika, kološ, lipuškin, lat. Tulipa), je rod od 89 vrsta biljaka (plus jedan hibrid) u porodici ljiljanovki (lat. Liliaceae). Područje odakle potječu vrste uključuje jug Europe, sjever Afrike, te Aziju, tj. područja Anatolije i Irana, a najveći broj vrsta potječe iz stepa Kazahstana i okolice planina Pamira i Hindukuša. Danas je većina vrsta uzgojena križanjem, a većina dolazi od vrste Tulipa gesneriana.

## Opis biljke
Tulipan je biljka koja ima lukovicu (geofita) koja je kruškolikog oblika, zaobljena s jedne strane, a s druge spljoštena. Dobio je ime posredstvom turskog naziva tülbent koji se temelji na perzijskoj riječi turban. Iz lukovice raste niska biljka, visine između 10 i 70 cm. Najčešće ima 2-6 listova (pojedine vrste imaju do 12 listova), zelene ili blijedozelene boje, dosta širokih, prema vrhu zašiljenih, donekle mesnatih. Cvjetna stapka je mesnata, krhka, na kraju se nalazi kupasti, zdjelasti, resasti ili zvjezdasti cvijet. Cvjetovi su veliki i rastu na vrhu stabljike. Uobičajeno je da jedan cvijet raste na jednoj stabljici, premda postoje vrste koje imaju i do 4 cvijeta na jednoj stabljici. Cvjetovi su veliki, raznih boja, najčešće s tri latice, velikim tučkom u sredini i prašnicima oko tučka. Cvate od travnja do svibnja. Dijele se na dva načina; po obliku cvijeta i po vremenu cvatnje.

### Po obliku cvijeta
- Tulipani Fosteriana : naraste 20 – 40 cm, ima 3 – 4 lancetasta lista, cvjetovi su dugi do 15 cm, zvonastog oblika, blješteće crvene boje, s crnom osnovom cvijeta i žutim rubom.
- Tulipani Triumph : naraste do 45 cm, listovi su mu široki, cvjetovi krupni i širokog spektra boja. Cvate početkom travnja.
- Tulipani Darwin : naraste u visinu 50 – 60 cm, cvjetna stapka je tanka i snažna, cvjetovi krupni i četvrtastog oblika. Cvate sredinom travnja.
- Ljiljanoliki Tulipan : podsjeća na ljiljan, naraste 50 – 55 cm, cvijet je uzak i dugačak. Cvjetne latice su na vrhu zašiljene i pri rascvjetavanju se šire prema van.
- Tulipani Cottage : zbirna klasa tulipana. Cvjetovi su ovalni, čvrsti, a postoje i sorte okruglog, četvrtastog i izduženog oblika cvijeta.
- Tulipani Papagaji : ima latice nejednake veličine, po rubu nazubljene, cvjetne stapke su duge od 35 – 55 cm, cvjetovi su jednostavni, kupasti, često nepravilno isprugani raznim bojama.

### Po vremenu cvatnje
- vrlo rano cvatući (od kraja prosinca do 15. siječnja)
  - rano cvatući (od 15. siječnja do 15. veljače)
- normalno cvatući (od 15. veljače do 15. ožujka)
  - kasno cvatući (od 15. ožujka do 15. travnja)
- vrlo kasno cvatući (od 15. travnja do sredine lipnja)

## Upotreba tulipana
- za rez
- sadnju u cvjetne gredice
- sadnja u lončiće, sandučiće i zdjele za forsiranu cvatnju

## Vrste
1. Tulipa agenensis Redouté
2. Tulipa akamasica Christodoulou, Hand & Charalamb.
3. Tulipa albanica Kit Tan & Shuka
4. Tulipa alberti RegelTulipa aleppensis Boiss. ex Regel
5. Tulipa altaica Pall. ex Spreng.
6. Tulipa anisophylla Vved.
7. Tulipa annae J.de Groot & Zonn.
8. Tulipa armena Boiss.
9. Tulipa auliekolica Perezhogin
10. Tulipa bactriana J.de Groot & Tojibaev
11. Tulipa banuensis Grey-Wilson
12. Tulipa biflora Pall.
13. Tulipa bifloriformis Vved.
14. Tulipa boettgeri Regel
15. Tulipa borszczowii Regel
16. Tulipa botschantzevae S.N.Abramova & Zakal.
17. Tulipa brinkii J.de Groot & Zonn.
18. Tulipa butkovii Botschantz.
19. Tulipa carinata Vved.
20. Tulipa cinnabarina K.Perss.
21. Tulipa clusiana Redouté
22. Tulipa cretica Boiss. & Heldr.
23. Tulipa cypria Stapf ex Turrill
24. Tulipa dasystemon (Regel) Regel
25. Tulipa dianaeverettiae J.de Groot & Zonn.
26. Tulipa dubia Vved.
27. Tulipa ferganica Vved.
28. Tulipa foliosa Stapf
29. Tulipa fosteriana Irving
30. Tulipa gesneriana L.
31. Tulipa goulimyi Sealy & Turrill
32. Tulipa greigii Regel
33. Tulipa harazensis Rech.f.
34. Tulipa heteropetala Ledeb.
35. Tulipa heterophylla (Regel) Baker
36. Tulipa heweri Raamsd.
37. Tulipa hissarica Popov & Vved.
38. Tulipa hoogiana B.Fedtsch.
39. Tulipa humilis Herb.
40. Tulipa hungarica Borbás
41. Tulipa iliensis Regel
42. Tulipa ingens Hoog
43. Tulipa intermedia Tojibaev & J.de Groot
44. Tulipa ivasczenkoae Epiktetov & Belyalov
45. Tulipa jacquesii Zonn.
46. Tulipa julia K.Koch
47. Tulipa kaufmanniana Regel
48. Tulipa kolbintsevii Zonn.
49. Tulipa kolpakowskiana Regel
50. Tulipa kopetdaghensis B.Fedtsch. ex Czern.
51. Tulipa korolkowii Regel
52. Tulipa kosovarica Kit Tan, Shuka & Krasniqi
53. Tulipa koyuncui Eker & Babaç
54. Tulipa kuschkensis B.Fedtsch.
55. Tulipa lanata Regel
56. Tulipa lehmanniana Merckl.
57. Tulipa lemmersii Zonn., Peterse & J.de Groot
58. Tulipa linifolia Regel
59. Tulipa lorestanica Ruksans & Zubov
60. Tulipa luanica Millaku
61. Tulipa montana Lindl.
62. Tulipa narcissicum N.Y.Stepanova
63. Tulipa orithyioides Vved.
64. Tulipa orphanidea Boiss. & Heldr.
65. Tulipa ostrowskiana Regel
66. Tulipa persica (Lindl.) Sweet
67. Tulipa platystemon Vved.
68. Tulipa praestans Hoog
69. Tulipa pseudoferganica Lazkov
70. Tulipa regelii Krasn.
71. Tulipa salsola Ruksans & Zubov
72. Tulipa sarvestanica Alipour & Majidi
73. Tulipa saxatilis Sieber ex Spreng.
74. Tulipa scharipovii Tojibaev
75. Tulipa schmidtii Fomin
76. Tulipa serbica Tatic & Krivosej
77. Tulipa sinkiangensis Z.M.Mao
78. Tulipa sosnowskyi Achv. & Mirzoeva
79. Tulipa sprengeri Baker
80. Tulipa suaveolens Roth
81. Tulipa subquinquefolia Vved.
82. Tulipa sylvestris L.
83. Tulipa stylosa Stapf
84. Tulipa talassica Lazkov
85. Tulipa tarda Stapf
86. Tulipa tetraphylla Regel
87. Tulipa toktogulica B.D.Wilson & Lazkov
88. Tulipa turgaica Perezhogin
89. Tulipa turkestanica (Regel) Regel
90. Tulipa ulophylla Wendelbo
91. Tulipa undulatifolia Boiss.
92. Tulipa uniflora (L.) Besser ex Baker
93. Tulipa urumiensis Stapf
94. Tulipa uzbekistanica Botschantz. & Sharipov
95. Tulipa vvedenskyi Botschantz.
96. Tulipa zonneveldii J.de Groot & Tojibaev
97. Tulipa ×tschimganica Botschantz.

## Sinonimi
- Eduardoregelia Popov
- Liriactis Raf.
- Liriopogon Raf.
- Orithyia D.Don
- Podonix Raf.

## Vanjske poveznice
- Stari tulipani
- Dar tulipana
- Podaci o oko 3700 imena tulipana